# Dhuisy
Dhuisy ist eine französische Gemeinde mit 330 Einwohnern (Stand: 1. Januar 2022) im Département Seine-et-Marne in der Region Île-de-France. Sie gehört zum Arrondissement Meaux und zum Kanton La Ferté-sous-Jouarre (bis 2015: Kanton Lizy-sur-Ourcq). Die Einwohner werden Dhuiséens genannt.

## Geographie
Dhuisy liegt etwa 21 Kilometer ostnordöstlich von Meaux. Umgeben wird Dhuisy von den Nachbargemeinden Germigny-sous-Coulombs im Norden, Gandelu und Marigny-en-Orxois im Nordosten, Montreuil-aux-Lions im Osten, Sainte-Aulde im Süden, Chamigny im Süden und Südwesten, Cocherel im Südwesten, Vendrest im Westen sowie Coulombs-en-Valois im Nordwesten.

## Bevölkerungsentwicklung
| Jahr                      | 1962 | 1968 | 1975 | 1982 | 1990 | 1999 | 2006 | 2013 |
| Einwohner                 | 163  | 157  | 136  | 184  | 220  | 241  | 261  | 293  |
| Quelle: Cassini und INSEE |      |      |      |      |      |      |      |      |

## Sehenswürdigkeiten

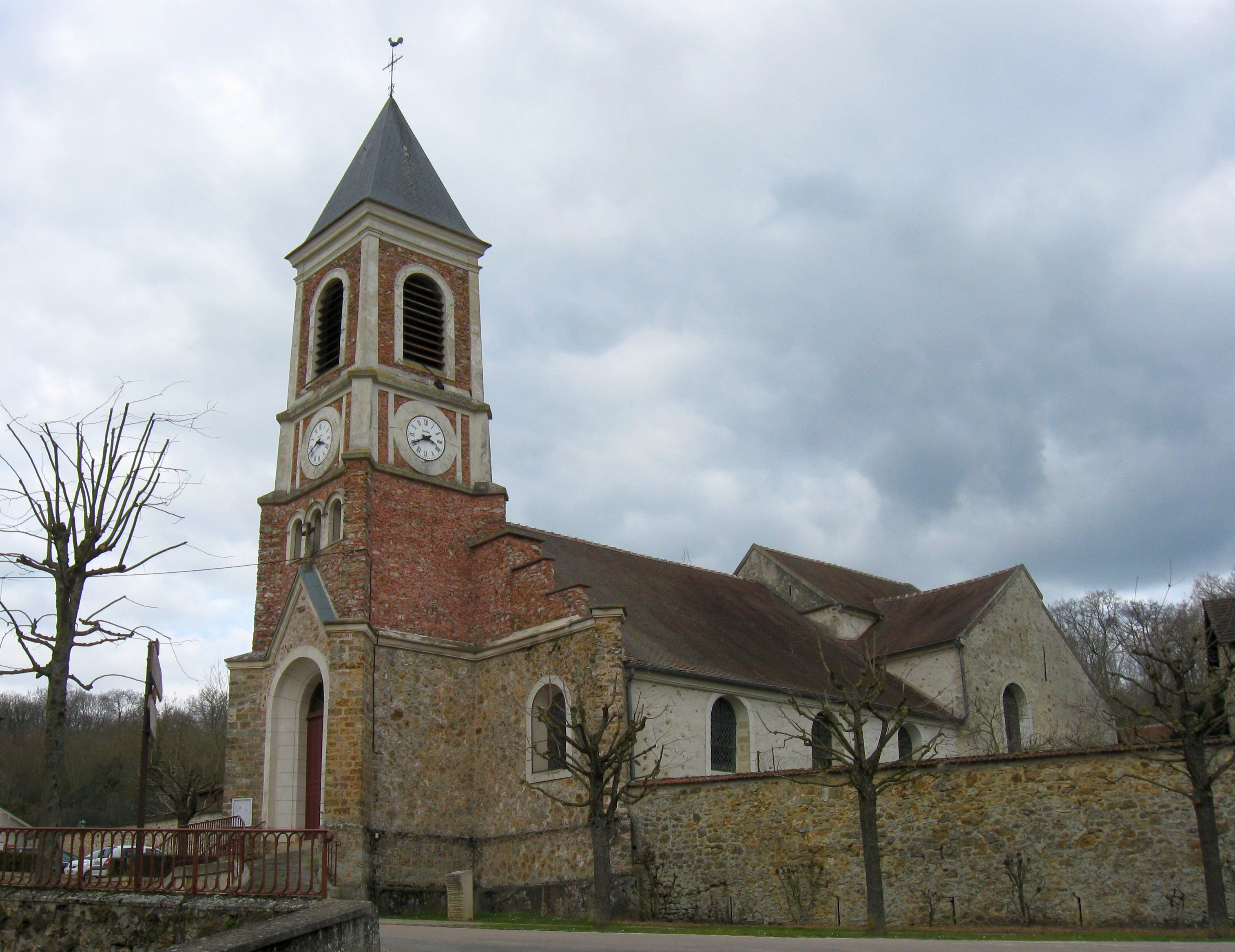
Kirche Saint-Nicolas

- Kirche Saint-Nicolas